# Monsieur Beaucaire (pel·lícula de 1924)
Monsieur Beaucaire és una pel·lícula muda romàntica de la Famous Players-Lasky dirigida per Sidney Olcott i protagonitzada per Rodolfo Valentino, en la primera de les dues pel·lícules que va fer per a la productora, i Bebe Daniels. La pel·lícula, basada en la novel·la homònima de Booth Tarkington (1900), es va estrenar l’onze d’agost de 1924 essent un èxit de crítica però un fracàs en l'àmbit econòmic. Aquell mateix any, Stan Laurel va rodar-ne una paròdia titulada “Monsieur Don’t Care”.

## Argument
El duc de Chartres està enamorat de la princesa Henriette, però aquesta aparentment no vol tenir res a veure amb ell. Finalment, cansat dels seus menyspreus decideix fugir a Anglaterra quan Lluís XV els mana que es casin. A Anglaterra es fa passar per Monsieur Beaucaire, el barber de l'ambaixador francès. Allí descobreix que gaudeix de la llibertat de la vida d'un plebeu. Després d'atrapar el duc de Winterset fent trampes a les cartes, l'obliga a presentar-lo com a noble a Lady Mary, de qui s'ha enamorat. A Lady Mary li arriba el missatge que el duc de Chartres és només un barber per lo que perd l'interès per ell. Finalment s'assabenta que és un noble i intenta recuperar-lo però el duc de Chartres, perdonat per Lluís XV, opta per tornar a França i casar-se amb la princesa Henriette que realment l'estima.

## Repartiment
- Rodolfo Valentino (duc de Chartres / Beaucaire)
- Bebe Daniels (princesa Henriette)
- Lois Wilson (reina Maria de França)
- Doris Kenyon (Lady Mary)
- Lowell Sherman (Rei Lluís XV de França)
- Paulette Duval (Madame de Pompadour)
- John Davidson (Richelieu)
- Oswald Yorke (Miropoix)
- Flora Finch (duquessa de Montmorency)
- Louis Waller (François)
- Ian MacLaren (duc de Winterset)
- Frank Shannon (Badger)
- Templar Powell (Molyneux)
- H. Cooper Cliffe (Beau Nash)
- Downing Clarke (Philip Stanhope de Chesterfield)
- Yvonne Hughes (duquessa de Flauhaut)
- Harry Lee (Voltaire)
- Florence O'Denishawn (Colombina)
- Blanche Craig (convidada del ball al bany)
- Nat Pendleton (Barber)